# Карлос Ланса
Карлос Ланса (ісп. Carlos Lanza, нар. 15 травня 1989, Таланга) — гондураський футболіст, півзахисник клубу «Мотагуа» та національної збірної Гондурасу.

## Клубна кар'єра
У дорослому футболі дебютував 2007 року виступами за команду «Мунісіпаль Сліка», після чого грав за «Ювентус де Гуаймака».
2012 року уклав контракт з клубом другого дивізіону «Хутікальпа», у складі якого провів наступні п'ять років своєї кар'єри гравця, вийшовши з командою 2015 року у вищий дивізіон.
До складу клубу «Мотагуа» приєднався влітку 2017 року. 

## Виступи за збірну
Не маючи у своєму активі жодного матчу у складі національної збірної Гондурасу, Ланса був включений в заявку збірної на розіграш Золотого кубка КОНКАКАФ 2017 року у США. Там у першому турі групового етапу проти збірної Коста-Рики (0:1) Карлос і дебютував за збірну. Всього на тому турнірі Ланса зіграв в усіх чотирьох матчах і дійшов з командою до чвертьфіналу.
Наразі провів у формі головної команди країни 4 матчі.